# END OF HEROES
END OF HEROES（エンドオブヒーローズ）は、コトブキヤが企画・販売する可動プラモデルシリーズである。
スケールサイズはヘキサギアと同じ1/24。

## 特徴
プラモデル形式で組み立てるが、アクションフィギュアのように可動する。ゾンビや野盗、ハンターなどのアウトサイダーといったホラーやアクション、SF映画などでおなじみのモチーフが選らばれている。

## ストーリー
西暦20XX年、大いなる救済による災禍の焔によって文明や秩序、罪までもが消え去り、崩壊した世界。預言書に書かれた審判の日を描くように異形の者たちが跋扈していた。

## キャラクター

### ゾンビノイド
- アゴニー
- バイター
- レッチドガール
- フォールンクイーン